# Metilxantine
Le metilxantine sono delle sostanze organiche la cui struttura è riconducibile ad una molecola di xantina a cui sono legati uno o più gruppi metile (CH3). Tali sostanze si distinguono l'una dall'altra dal numero e dalla posizione dei gruppi metile.

## Esempi
Esempi di metilxantine sono:

Struttura delle metilxantine. Ciascuna sostanza si differenzia come indicato di seguito a seconda dei gruppi R, che possono essere un atomo di idrogeno (H) o un metile (CH_{3}).
Caffeina: R_{1} = R_{2} = R_{3} = CH_{3}
Teobromina: R_{1} = H, R_{2} = R_{3} = CH_{3}
Teofillina: R_{1} = R_{2} = CH_{3}, R_{3} = H
Paraxantina: R_{1} = R_{3} = CH_{3}, R_{2} = H

- teobromina (o 3,7-dimetilxantina), presente nel cacao (Theobroma cacao) e nel cioccolato;
- caffeina (o 1,3,7-trimetilxantina), presente nei chicchi di caffè (Coffea arabica e altre specie correlate) e nella noce della Cola acuminata;[3]
- teofillina (o 1,3-dimetilxantina), presente nelle foglie del tè (Thea sinensis).

Altri esempi di metilxantine sono la 1-7-metilaxantina (o paraxantina), la 1-metilaxantina e la 7-metilxantina, che sono prodotte dalla metabolizzazione epatica della caffeina.

## Effetti sull'organismo
Le metilxantine sono sostanze alcaloidi che hanno un effetto stimolante ed eccitante sul sistema nervoso centrale. Agiscono inoltre sul sistema cardiovascolare e sul sistema endocrino. Tali sostanze sono responsabili della "voglia di cioccolato".